# Ministrells
Ministrells es un despoblado español del municipio de Valles del Valira, perteneciente a la provincia de Lérida, en la comunidad autónoma de Cataluña.

## Toponimia
El lugar puede encontrarse referido como Ministrells, Sant Joan de Ministrells y San Juan de Ministrells.

## Historia
Hacia mediados del siglo XIX, el lugar, una aldea por entonces perteneciente al municipio de Ars, tenía contabilizadas dos casas. Aparece descrito en el noveno volumen del Diccionario geográfico-estadístico-histórico de España y sus posesiones de Ultramar de Pascual Madoz con las siguientes palabras:

JUAN DE MINISTRELLS (san): ald. en la prov. de Lérida, part. jud. de Seo de Urgel, dependiente en lo civil del l. de Ars, en cuyo térm. se encuentra: tiene 2 casas sit. al pie meridional de un cerro, dominadas por todos los vientos: el terreno es de mala calidad, y prod. trigo, patatas y legumbres; cria algun ganado lanar, cabrío y de cerda, y hay caza de liebres, conejos y perdices. pobl., riqueza y contr. con el ayunt., del que dist. 1/2 leg.
(Madoz, 1847, p. 645)

El lugar, ahora perteneciente al municipio de Valles del Valira, quedó despoblado.